# Туризм у Якутії
Туризм у Якутії — частина туризму в Росії на території Республіки Саха (Якутія).

## Розвиток туризму в Якутії
1965 року утворено Якутську обласну раду з туризму та екскурсій.
На початку перебудови через інтерес іноземних громадян розвинувся в'їзний туризм. У цей час відмічалося до 1800 прибуттів на рік, але далі потік скоротився до 60 прибуттів. Після спаду в'їзного туристичного потоку обсяг знову почав зростати і 2002 року Якутію відвідали 530 в'їзних туристів. Найбільша кількість була з Японії, Німеччини, США, Швейцарії, Франції.
2003 року прийнято Постанову Уряду Республіки Саха (Якутія) від 20 листопада 2003 року № 718 «Про Концепцію розвитку туризму в Республіці Саха (Якутія)».
2009 року прийнято Постанову Уряду Республіки Саха (Якутія) від 27 травня 2009 року № 236 «Про Стратегію розвитку туристичної індустрії в Республіці Саха (Якутія) до 2025 року і про Концепцію створення особливої економічної зони туристсько-рекреаційного типу в Республіці Саха (Якутія)».
2011 року в систему заходів Федеральної цільової програми «Розвиток внутрішнього і в'їзного туризму Російської Федерації (2011—2018 роки)» включено реалізацію туристично-рекреаційного кластера «Північна Мозаїка», з метою створення опорної бази сталого розвитку внутрішнього і в'їзного туризму на основі природно-кліматичних і етнокультурних особливостей циркумполярних цивілізацій.
2015 року створено національний туристично-інформаційний центр «Якутія», який просуває туризм у республіці через національний туристичний портал Russia.travel, закордонні офіси «Visit Russia», а також продає через асоціацію туроператорів Росії 3 туристських продукти: «Гостинна Якутія. Свято Исиах — якутський новий рік», «Дивовижна Якутія», «Дивовижна Якутія з відвіданням піщаних дюн», затверджених комітетом з імпортозаміщення для масових продажів через провідних туристичних операторів. Також у 2015 році між Урядом Республіки Саха (Якутія) і Федеральним агентством з туризму підписано План спільних дій щодо реалізації Угоди в сфері туризму, спрямований на створення туристичної інфраструктури та просування туристичних продуктів.
Від 2016 року Якутія бере участь у проєкті Федерального агентства з туризму «Загальнонаціональна система підготовки та підвищення кваліфікації фахівців індустрії туризму», в рамках якого проводиться як очне, так і дистанційне навчання. Також 2016 року представники республіки стали переможцями професійного конкурсу Міністерства культури Російської Федерації «Найкращий за професією індустрії туризму» в номінаціях «Найкращий працівник служби приймання та розміщення готелю/іншого засобу розміщення» і «Найкращий менеджер зі в'їзного та внутрішнього туризму».
2017 року видано Указ Глави Республіки Саха (Якутія) від 15 грудня 2017 року № 2279 «Про державну програму Республіки Саха (Якутія) „Розвиток креативної економіки і туризму в Республіці Саха (Якутія) на 2018—2022 роки“».

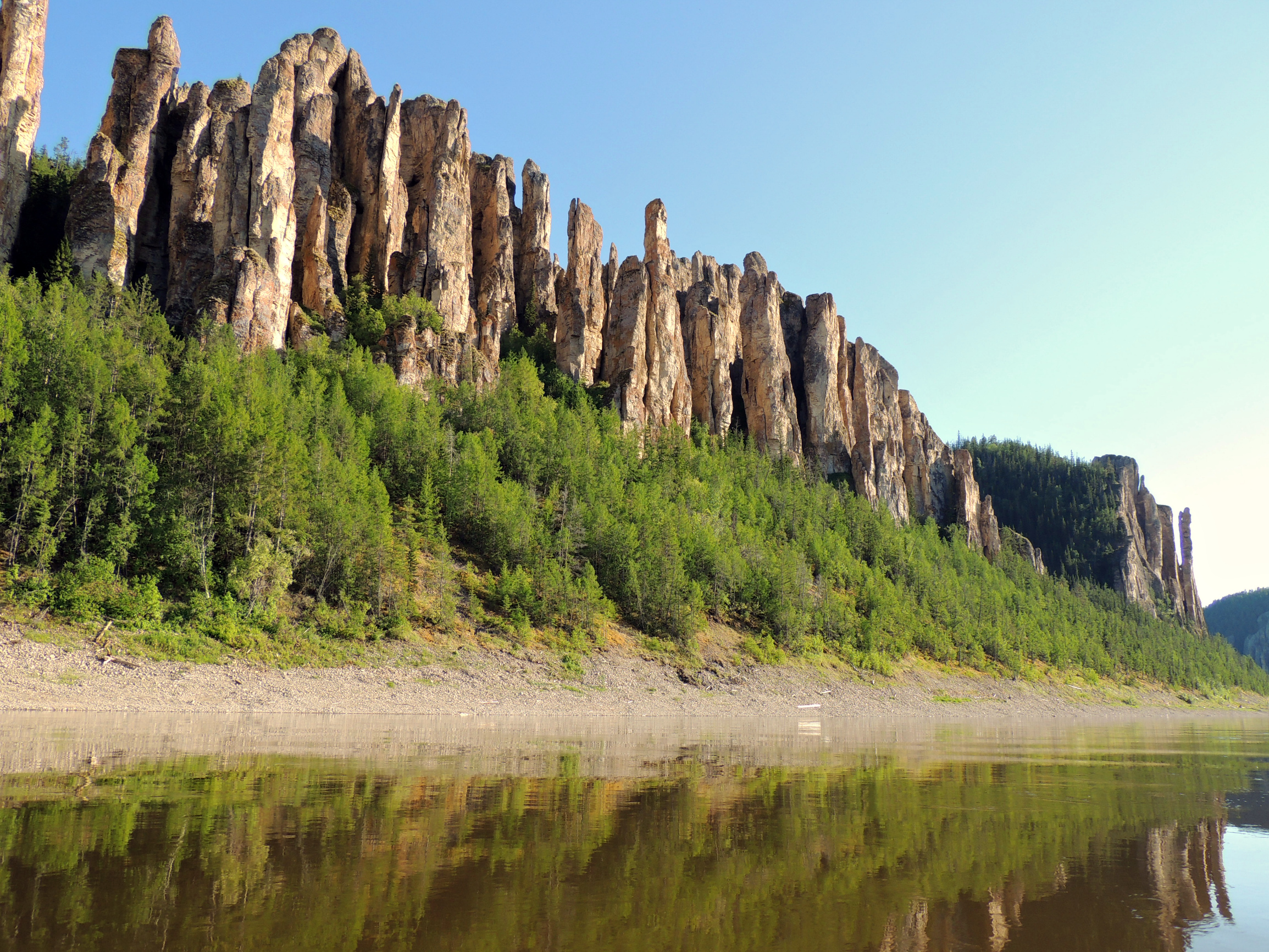
Національний парк «Ленські стовпи»
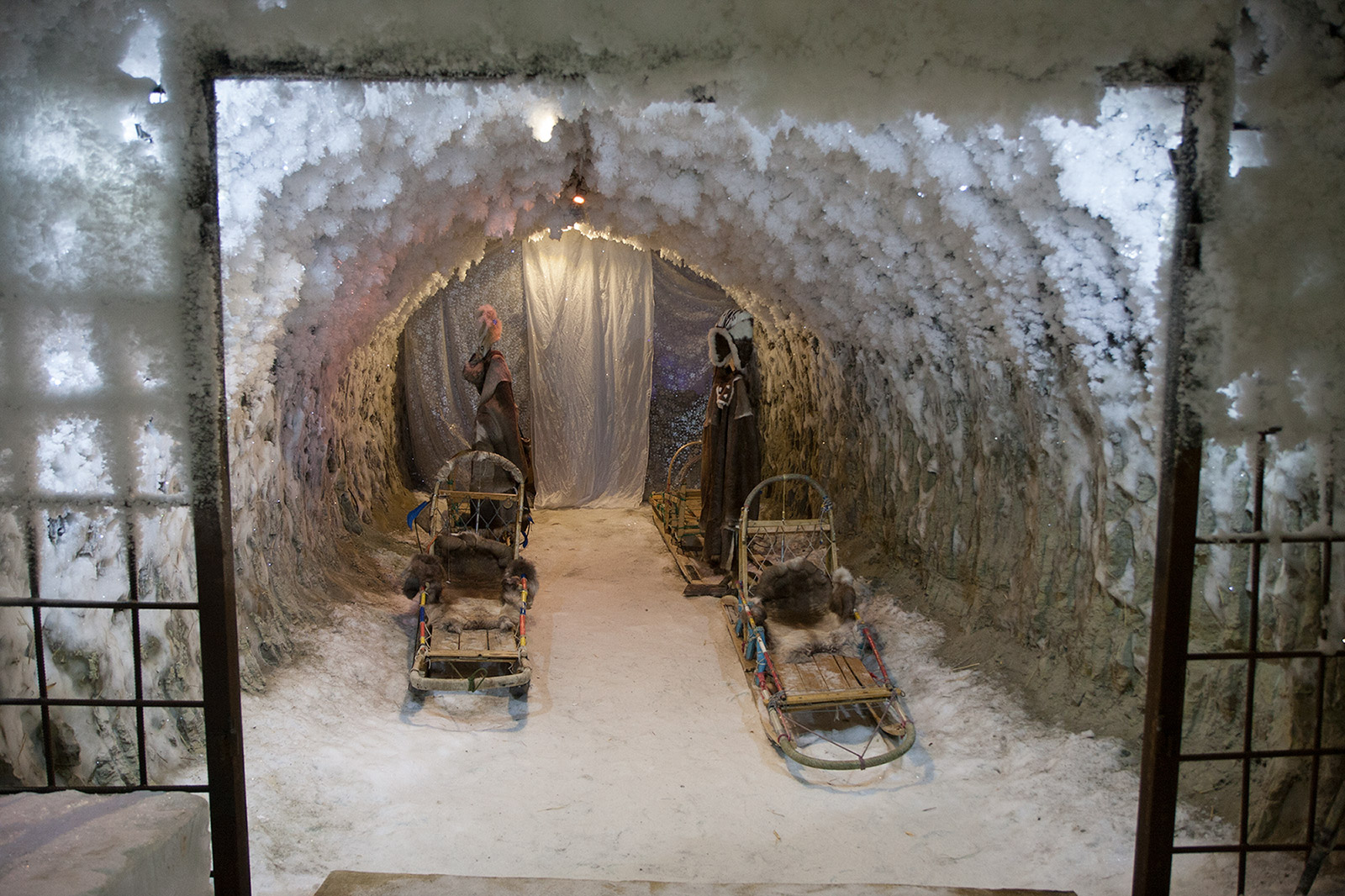
Якутськ, туристичний комплекс «Царство вічної мерзлоти»
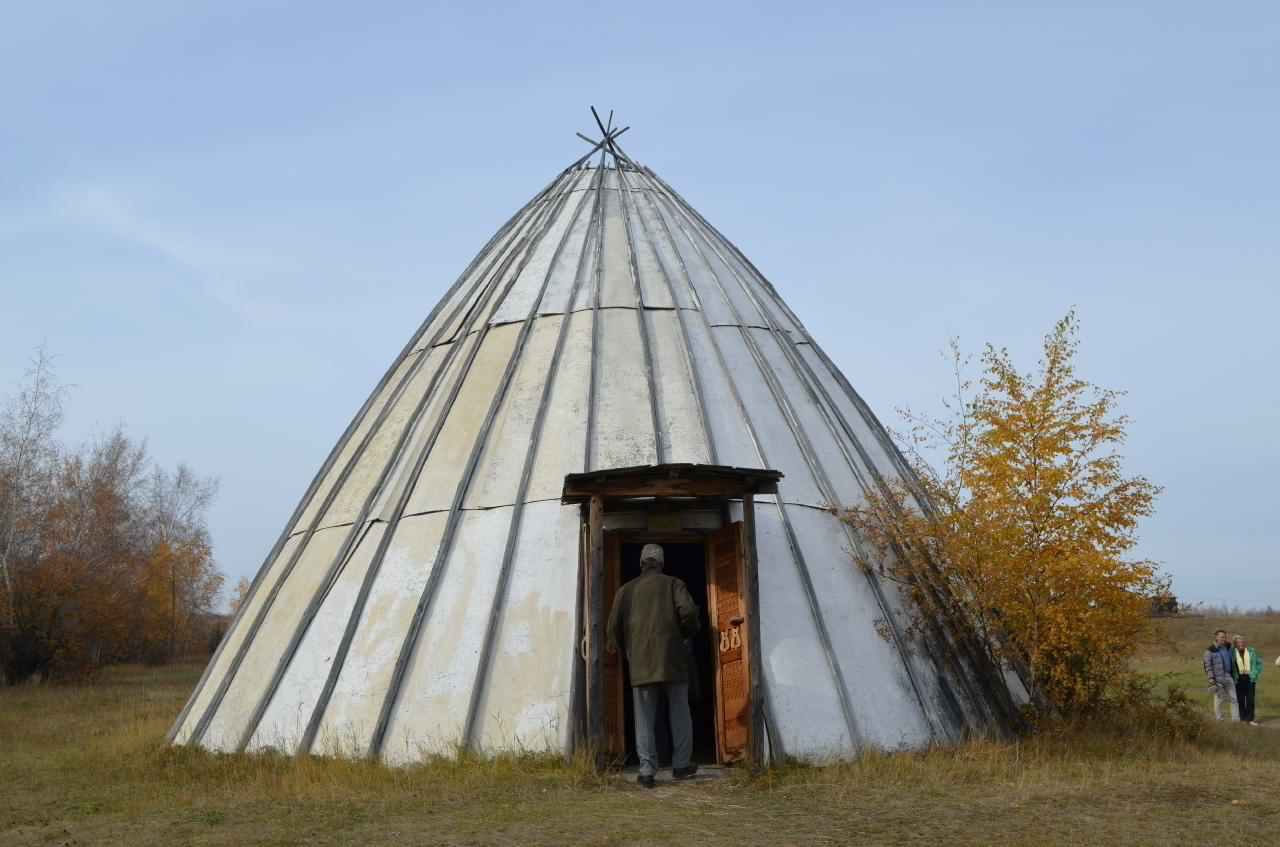
Ленський історико-архітектурний музей-заповідник «Дружба»

## Характеристика галузі
Ринок внутрішнього туризму в Якутії має сезонний характер. В кінці зими — початку весни зростає споживчий попит на програми вихідного дня, з відвідуванням туристичних об'єктів в околицях Якутська і прилеглих улусах. Пік припадає на кінець березня. Літній сезон — наймасовіший на внутрішньому туристичному ринку, під час якого міські жителі придбавають круїзні й інші туристичні програми на річці Лена й інші річках республіки. Пік припадає на липень і початок серпня. 70 % туристського потоку припадає на літні місяці, по 10 % припадає на весну, осінь і зиму.
Головною проблемою, яка гальмує розвиток туристичної галузі, є низька транспортна доступність. Ізольованість транспортних мереж Якутії від єдиної транспортної мережі Російської Федерації і високі тарифи на авіаційні перевезення роблять республіку важкодоступною для масових туристів. Багато популярних туристичних об'єктів та подій Якутії недоступні більшості потенційних відвідувачів через віддаленість розташування. Більш як 85 % території Якутії доступні виключно з використанням сезонних видів транспорту, перспективні місця для спортивного, мисливського та рибальського туризму доступні тільки при перельоті вертольотом. Тому туризм розвиненіший у центральних районах.
Попри це туристична галузь розвивається і в 2010-х роках приріст становив 10—15 % щорічно. У 2015 році республіку відвідало 148 тисяч російських туристів і близько п'яти тисяч іноземних туристів, основний потік яких прибув з Азійсько-Тихоокеанського регіону.
Станом на 2016 рік в Якутії працювало 12 туристичних операторів, у сфері туризму працювало 225 підприємств: ресторанів, готельних комплексів, центрів відпочинку.
Станом на грудень 2018 року туристсько-інформаційний центр «Якутія», який є підвідомчим відомством міністерства підприємництва, торгівлі та туризму Республіки Саха (Якутія) і розробляє туристичний бренд республіки і маркетингову програму для його просування, пропонував туристам більш як 80 туристичних продуктів.
Найрозвиненішим за інфраструктурою та природними пам'ятками є Хангаласький улус.

## Види туризму в Якутії

### Екологічний туризм
Для любителів риболовлі подорож Якутією становить певний інтерес, оскільки водойми республіки мають рибні ресурси, багаті як за кількістю, так і за різноманітністю видів риби з високими смаковими якостями, є цінні й нетипові для інших регіонів види. У річках водяться нельма, омуль, чир, таймень, щука і сиг, у гірських озерах — червона риба, мальма, минь і харіус.
Особливо охоронювані природні території (ООПТ) займають близько третини площі Якутії і є привабливими об'єктами для гірського туризму, спортивного полювання, любительської риболовлі, пейзажної фотографії, сплавів та інших видів відпочинку. Міністерство охорони природи Республіки Саха (Якутії) розвиває і підтримує дитячо-юнацький пізнавальний туризм і рекреацію на ООПТ. Щорічно освітні установи, улусні інспекції, комітети охорони природи та державні інспектори ООПТ спільно організовують літній відпочинок учнів шкіл. При цьому ведеться просвітницька робота, так державні інспектори ООПТ супроводжують відпочивальників, роз'яснюють правила перебування на ООПТ, проводять інструктажі з безпечного поводження з вогнем у лісах.
Популярними серед туристів є Національний парк «Ленські стовпи» (об'єкт світової спадщини ЮНЕСКО від 2012 року), священні гори кигиляхи, полюс холоду Оймякон, Харама Хаята, річка Амга, Мамонтова гора, Булуус, Улахан Тарин, сплави по річках Буотама, Амга, Синя, Східна Хандига, рибалка на річці Лена з заходами в гірські річки Лямпушка, Дянишка, Ундюлюнг, Менкере, Уеєль-Сиктях.
В Оймяконі середня температура в січні становить мінус 61 °C, найнижча зафіксована температура становила мінус 71,2 °C. Учасникам експедиції на полюс холоду видають сертифікати про відвідини.

### Подієвий туризм
Найвідвідуванішою подією є національне свято «Исиах», на яке щороку з'їжджаються понад 150 тисяч осіб, з них понад 800 іноземних туристів. На цьому заході туристи можуть ознайомитися з культурними, культовими, кулінарними та спортивними традиціями якутів. Популярність заходу в туристів зумовлена тим, що він проводиться влітку й поблизу Якутська — столиці республіки.
Також туристів приваблює евенкійське свято зустрічі нового року Бакалдин.
Фестиваль «Зима починається з Якутії» є одним із ключових заходів подієвого туризму і спрямований на закріплення брендів, пов'язаних з кліматичними особливостями республіки — зима, вічна мерзлота, полюс холоду в Оймяконі. Від 2012 року фестиваль проводиться щорічно. На запалення першої офіційної новорічної ялинки Росії з Великого Устюга приїжджає Дід Мороз і приймає символ холоду з рук втілення Якутського Володаря холоду Чисхаана. В рамках фестивалю проводиться міжнародний конкурс снігових та льодових скульптур «Діаманти Якутії». Команди з двох осіб змагаються в номінаціях «Льодова скульптура» і «Снігова скульптура». Їхні роботи оцінює журі з представників Спілки художників Росії і Спілки художників Якутії, майстрів міжнародного рівня, а також професійних художників і скульпторів. Також у рамках фестивалю проводяться гастрономічний фестиваль «Смак Якутії» та свято «Строганина», конкурс дитячої творчості «Діамантові нотки», спортивні змагання з північного багатоборства «Ігри народів Півночі», підлідна рибалка, «Заплив моржів», виставка-ярмарок хутряного одягу «Тепло Якутії», фестиваль кулінарної майстерності «Мандри за смаком» та інші заходи. На гастрономічному фестивалі «Смак Якутії» відвідувачі можуть продегустувати повсякденні, святкові та обрядові страви якутської кухні, кухні народів Сибіру, Арктики і Далекого Сходу, які є частиною культури і етнічних традицій. Представлені страви з оленини, яловичини, лошатини, традиційні страви з риби та строганина. У роботі фестивалю беруть участь експерти Федерації рестораторів Росії.
Крім того, серед заходів подієвого туризму Якутії можна виділити міжнародні спортивні ігри «Діти Азії», подієвий тур «Діамантовий тиждень Якутії», фестиваль «Полюс Холоду», спартакіаду з національних видів спорту «Ігри Манчаари».
У 2016 році низка заходів отримали національну премію «Russian Event Awards», яка є галузевою нагородою і присуджується за підсумками відкритого конкурсу проєктів за досягнення в галузі розвитку індустрії подієвого туризму. Фестиваль «Зима починається в Якутії» став переможцем у номінації «Туристична подія з популяризації народних традицій і промислів», гастрономічний фестиваль «Смак Якутії» переміг у номінації «Туристична подія в галузі гастрономічного туризму», фестиваль «Діамантові нотки» — у номінації «Дитяча туристична подія».

### Етнокультурний туризм
В Якутії етнокультурний туризм представлений такими видами: етноностальгійним, еколого-етнографічним, етноантропологічним, этноподієвим, етносакральним і етнокруїзовим.
З культурою народів Якутії туристи можуть познайомитися в етнографічних комплексах «Садиба Атласових», «Чочур Муран», «Ямщицьке село Єланка», музеї просто неба «Дружба», а також у краєзнавчих музеях, в оленярських господарствах і під час національних свят Исиах, Бакалдин, Сінілген.
У Хангалаському улусі розташований масштабний культурно-етнографічний комплекс «Орто-Дойду», на території якого містяться давні традиційні споруди — ураси, оглядовий майданчик, тотем улусу, композиція у вигляді стародавнього якутського спіралеподібного календаря. «Орто-Дойду» розташований на території історично обрядової місцевості, на якій щороку наприкінці червня проводиться головне національне свято якутів Исиах.
Якутський державний об'єднаний музей історії та культури народів Півночі ім. Єм. Ярославського — найстаріший музей Далекосхідного федерального округу Росії, який містить понад 100 тисяч музейних предметів. За час існування музею його відвідало більш як 4,5 млн людей.
На території Черкехского меморіального музею «Якутське політичне заслання» в архітектурно-етнографічній зоні зібрано якутські житлові і господарські будівлі, відтворено пам'ятки дерев'яного зодчества, зібрані на території Таттинського, Чурапчинського і Мегіно-Кангаласького улусів.

### Промисловий туризм
Одним з перших продуктів промислового туризму в Далекосхідному регіоні став подієвий тур «Діамантовий тиждень Якутії», який щорічно проводиться на початку вересня від 2012 року.
Серед об'єктів промислового туризму є кімберлітова трубка «Мир» — один з найбільших у світі кар'єрів з видобутку алмазів. Глибина кар'єра 525 метрів, діаметр — 1,2 кілометра. Крім огляду кар'єра, існує можливість участі в екскурсії на Мирнинському гірничо-збагачувальному комбінаті та в центрі сортування алмазів, які проводяться за заявками від туристичних організацій, завірених службою безпеки заводу, а також відвідування історико-виробничого музею алмазної компанії АЛРОСА і музею кімберлітів імені Джемса Саврасова.
В Алданському історико-краєзнавчому музеї зібрано матеріали про розвиток золотої промисловості, також туристичні організації з дозволу генерального директора і служби безпеки мають можливість відвідати золотодобувний комбінат «Алданзолото».

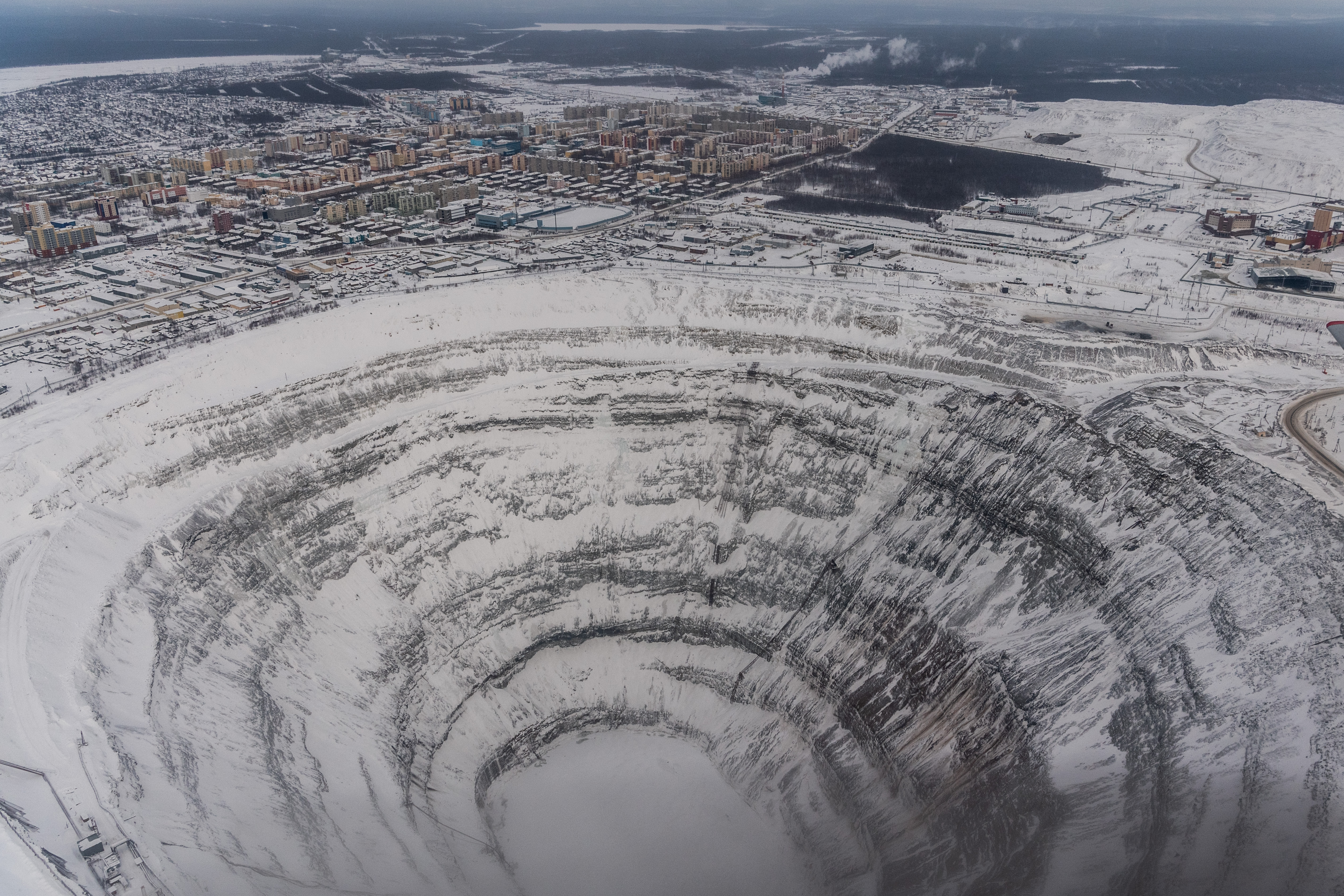
Кімберлітова трубка «Мир»
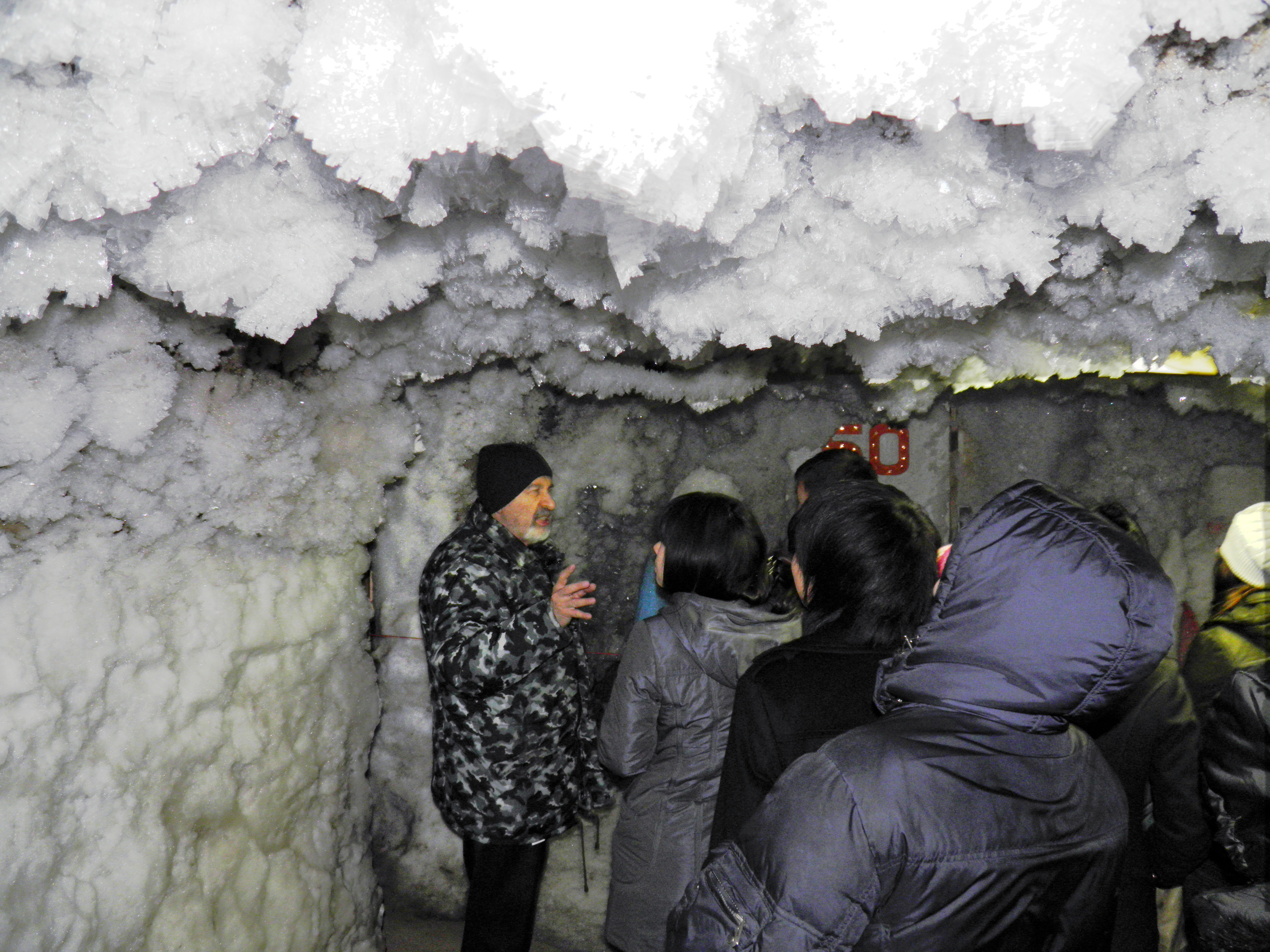
Музей історії вивчення вічної мерзлоти, Інститут мерзлотознавства СВ РАН